# 徐僑
徐僑（16世紀—1603年），號元虚，河南汝寧府光州光山县民籍，江西撫州府金溪县人。明朝政治人物、進士出身。

## 生平
萬曆十三年（1585年）乙酉科河南鄉試舉人，十七年（1589年）己丑科進士，都察院觀政，八月授直隶东光县知县，以德化民。二十三年行取，擢湖廣道監察御史，本年差巡视芦沟桥，疏击權奸，直聲大著。二十六年巡茶关中，奏開楚茶以通商。二十六年丁憂歸。服闋，起原职，二十九年巡按陕西，奏军饷不继，以陕税充之。已，得旨允行。税使竟與之争，遂以愤卒。

## 家族
曾祖徐珏。祖父徐盈玉。父徐天貴。